# Чёрный фильм
Чёрный фильм  — классификация кино, которая имеет широкое определение, касающееся фильма, включающего участие и/или представление чернокожих людей. Определение может включать в себя фильм с чёрным актёрским составом, чёрной командой, чернокожим режиссёром, чёрной историей или фокусированием на чернокожей аудитории. Академик Роми Кроуфорд сказала: «Я думаю, что чёрный фильм — киноработа, которая каким-то образом учитывает отношения афроамериканцев или чернокожих из африканской диаспоры с кинопрактикой, средствами и промышленностью. Для меня это в отношениях между чернокожими и киноиндустрией. То, как человек участвует в этих отношениях, может быть смесью чёрного режиссёра и чернокожего актёрского таланта; чёрного режиссёра и черного контента в истории; чёрного контента в истории, без чёрного режиссера; чёрных денег на производство, ничего другого, что читается как чёрный».
Аллан Джонсон из «Chicago Tribune» в 2005 году сказал, что определение размыто чернокожими актёрами, которые снимаются в фильмах, где их этническая принадлежность не связана с их персонажем, таких как Дензел Вашингтон, Джейми Фокс, Уилл Смит и Хэлли Берри. Несколько чернокожих режиссёров также сняли фильмы, не связанные с их этнической принадлежностью, в том числе Антуан Фукуа, Анджела Робинсон и Тим Стори.
Американский фестиваль чернокожих фильмов был создан менеджером по маркетингу Джеффом Фрайдей, который создал критерии для того, чтобы фильм квалифицировался как лучший кандидат на фильм. Фильм должен иметь восемь очков, чтобы пройти квалификацию. Четыре балла присваиваются каждому исполнительному продюсеру, продюсеру, сценаристу, режиссёру и ведущему актёру и актрисе, участвующей в фильме. За каждого актёра второго плана и актрису присуждают два балла. Фрайдей признал различные возможности системы подсчета очков и сказал, что частью цели церемонии вознаграждения также является признание цветных людей за камерой.